# DNAJB14
DNAJB14 (англ. DnaJ heat shock protein family (Hsp40) member B14) – білок, який кодується однойменним геном, розташованим у людей на 4-й хромосомі. Довжина поліпептидного ланцюга білка становить 379 амінокислот, а молекулярна маса — 42 516.
| 10         |  | 20         |  | 30         |  | 40         |  | 50         |
| ---------- |  | ---------- |  | ---------- |  | ---------- |  | ---------- |
| MEGNRDEAEK |  | CVEIAREALN |  | AGNREKAQRF |  | LQKAEKLYPL |  | PSARALLEII |
| MKNGSTAGNS |  | PHCRKPSGSG |  | DQSKPNCTKD |  | STSGSGEGGK |  | GYTKDQVDGV |
| LSINKCKNYY |  | EVLGVTKDAG |  | DEDLKKAYRK |  | LALKFHPDKN |  | HAPGATDAFK |
| KIGNAYAVLS |  | NPEKRKQYDL |  | TGNEEQACNH |  | QNNGRFNFHR |  | GCEADITPED |
| LFNIFFGGGF |  | PSGSVHSFSN |  | GRAGYSQQHQ |  | HRHSGHEREE |  | ERGDGGFSVF |
| IQLMPIIVLI |  | LVSLLSQLMV |  | SNPPYSLYPR |  | SGTGQTIKMQ |  | TENLGVVYYV |
| NKDFKNEYKG |  | MLLQKVEKSV |  | EEDYVTNIRN |  | NCWKERQQKT |  | DMQYAAKVYR |
| DDRLRRKADA |  | LSMDNCKELE |  | RLTSLYKGG  |  |            |  |            |

A: Аланін

C: Цистеїн

D: Аспарагінова кислота

E: Глутамінова кислота

F: Фенілаланін

G: Гліцин

H: Гістидин

I: Ізолейцин

K: Лізин

L: Лейцин

M: Метіонін

N: Аспарагін

P: Пролін

Q: Глутамін

R: Аргінін

S: Серин

T: Треонін

V: Валін

W: Триптофан

Кодований геном білок за функцією належить до шаперонів. 
Задіяний у такому біологічному процесі, як альтернативний сплайсинг. 
Локалізований у ядрі, мембрані, ендоплазматичному ретикулумі.